# Manuel J. Borja-Villel
Manuel J. Borja-Villel (Borriana, Plana Baixa, 1957) és un historiador de l'art valencià. Llicenciat en història de l'art i doctor en filosofia, és assessor del Departament de Cultura de la Generalitat catalana, i antic director (2008-2023) del Museu Reina Sofia de Madrid.

## Biografia
Va estudiar història de l'art a la Universitat de València, on va fer amistat amb Vicent Todolí, que seria director de la Tate Modern entre 2003 i 2010. El 1980, un cop llicenciat, continua els seus estudis a la Universitat Yale. Més endavant va demanar una beca Fulbright i va completar els seus estudis a Nova York, on va estar en contacte amb la Hispanic Society of America.
Va iniciar-se com a director en la Fundació Tàpies de Barcelona, on va romandre entre 1990 i 1998. El mateix 1998 fou nomenat director del MACBA, en aquell moment en crisi, on va internacionalitzar el museu. Al Macba va organitzar exposicions d'artistes contemporanis com William Kentridge, Perejaume, Gerhard Richter, Luis Gordillo, Vito Acconci, Günter Brus o David Goldblatt.
És membre des de 2001, del Comité Internacional per Museus i Col·leccions d'Art Modern (CIMAM) i n'ha sigut el tresorer entre 2004 i 2007 i president des de 2007. També és representant del Patronat de la Fundació Gala-Salvador Dalí, juntament amb Vicent Todolí i María Ángeles Albert de León.
A finals del 2008 va ser nomenat director del Museu Reina Sofia de Madrid (MNCARS). També ha dirigit la 52a edició de la Biennal de Venècia i del Comitè Internacional per Museus i Col·leccions d'Art Modern (Cimam). El 2009 fou membre del jurat de l'edició de la Biennal de Venècia on Catalunya va participar amb un pavelló propi. Una de les seues principals aportacions al MNCARS va ser la reordenació de l'obra exposada, modificant el criteri de presentació d'obres, i defensant la relació local-món dels centres d'art.
Des de 2010 també és membre de l'Acadèmia Americana de les Arts i les Ciències.
Ha estat proposat com a co-comissari de l'edició 16 de la Documenta de Kassel, juntament amb Vasıf Kortun.